# Aszur-uballit II
Aszur-uballit II – ostatni znany król Asyrii (611-609 p.n.e.), następca króla Sin-szarra-iszkuna, współczesny nowobabilońskiemu królowi Nabopolassarowi. Znany jedynie ze wzmianek w jednej z kronik nowobabilońskich. Kontynuował walkę o ocalenie resztek państwa asyryjskiego.

## Imię
Akadyjskie imię tronowe tego władcy brzmi Aššur-uballiṭ, co znaczy „Aszur utrzymał przy życiu”. Jedynymi znanymi formami zapisu tego imienia, zachowanymi w kronice nowobabilońskiej, są mAN.ŠÁR-ú-bal-liṭ i mAN.ŠÁR-DIN-iṭ. Dobór takiego właśnie imienia tronowego na pewno nie był przypadkowy, gdyż wybierając je Aszur-uballit II świadomie nawiązywał do żyjącego w XIV w. p.n.e. Aszur-uballita I, który był pierwszym asyryjskim władcą, który przyjął tytuł „króla Asyrii”. Imię znaczące „Aszur utrzymał przy życiu” wyrażało też niewątpliwie nadzieję króla na odwrócenie złego losu i ostateczne zwycięstwo Asyrii. 

## Panowanie
W 612 r. p.n.e. połączone armie Nabopolassara, króla Babilonii i Kyaksaresa, władcy Medów, wsparte przez Umman-manda, zaatakowały Niniwę, stolicę Asyrii. Po trwającym trzy miesiące oblężeniu obrona miasta została przełamana, a ono samo zdobyte i złupione. Przebywający wówczas w mieście Sin-szarra-iszkun, król asyryjski, poniósł najprawdopodobniej śmierć. Resztki armii asyryjskiej wycofały się do Harranu, gdzie, jak podaje kronika nowobabilońska, tron asyryjski objął nowy król - Aszur-uballit II. Niewiele wiadomo o jego pochodzeniu, ale niektórzy uczeni przypuszczają, iż mógł on być synem Sin-szarra-iszkuna, wyznaczonym przez niego na następcę tronu. Przez dwa kolejne lata Aszur-uballit II wsparty oddziałami wojskowymi z Egiptu próbował zorganizować obronę, ale nie był w stanie powstrzymać pochodu Nabopolassara, który parł coraz dalej na zachód Asyrii, zdobywając kolejne asyryjskie miasta (m.in. Nasibinę i Rasappę). W końcu, w 610 r. p.n.e., połączone armie Nabopolassara i Umman-manda uderzyły na Harran. Zgodnie z kroniką nowobabilońską Aszur-uballit II i jego egipscy sojusznicy na widok wroga wpaść mieli w popłoch i uciec na drugi brzeg Eufratu. Nabopolassar zdobył i splądrował Harran, zabierając z miasta wielkie łupy. Rok później, w 609 r. p.n.e., na pomoc Aszur-uballitowi II przybyła główna armia egipska. Wojska asyryjsko-egipskie dotarły z kontrofensywą pod Harran, ale z powodu niejasności w tekście kroniki nowobabilońskiej nie wiadomo, czy został on przez nich zdobyty (Oates), czy jedynie oblężony (Grayson). Jakby nie było, przybycie głównej armii babilońskiej pod Harran zmusiło najprawdopodobniej wojska asyryjsko-egipskie do odwrotu. Późniejszy los Aszur-uballita II nie jest znany, gdyż ani kronika nowobabilońska, ani żadne inne źródła już o nim więcej nie wspominają.

## Możliwe odniesienia w źródłach asyryjskich
Niektórzy uczeni, jak Julian E. Reade, próbują utożsamiać Aszur-uballita II z nie wymienionym z imienia „następcą tronu” (mār šarri) z tekstów asyryjskich z czasów panowania króla Sin-szarra-iszkuna. O tym, iż już na początku panowania Sin-szar-iszkuna wyznaczony został oficjalny następca tronu, świadczą datowane na 626 i 623 r. p.n.e. teksty z Pałacu Północnego w Niniwie, w których niejaki Kakkulanu (Kakkulānu) nosi tytuł „dowódcy oddziałów następcy tronu” (rab kiṣri ša mār šarri). Na istnienie następcy tronu w tym okresie wskazuje też tytuł Aszur-remanni, asyryjskiego eponima (limmu) z 625 r. p.n.e., który nazywany jest „naczelnym eunuchem następcy tronu” (rab ša rēši ša mār šarri). Wczesne wyznaczenie oficjalnego następcy tronu było najprawdopodobniej próbą szybkiego rozwiązania kwestii sukcesji, która była źródłem poważnych problemów dla wcześniejszych władców.
Inna uczona, Karen Radner, próbuje z kolei identyfikować Aszur-uballita II z „następcą tronu” wzmiankowanym w asyryjskich tekstach z Dur-Katlimmu (Tall Szajch Hamad) i Guzany (Tell Halaf), powstałych już po upadku Niniwy i śmierci Sin-szarra-iszkuna. Jej zdaniem teksty te wskazywać mają na to, że Aszur-uballit II, pomimo opisanej w kronice babilońskiej koronacji w Harranie, wciąż uważany był przez swoich asyryjskich poddanych za następcę tronu, jako że wybór nowego króla Asyrii nastąpić mógł jedynie w religijnej stolicy Aszur, w tamtejszej świątyni Aszura, narodowego boga Asyryjczyków. To jednak było niemożliwe, gdyż w 614 r. p.n.e. Aszur zdobyte i splądrowane zostało przez Medów. Tym samym tradycyjny, wymagany starożytnym zwyczajem rytuał koronacyjny, w którym - jak wierzono - sam bóg Aszur, w swej świątyni, formalnie wyznaczał nowego króla asyryjskiego na swego reprezentanta na ziemi, nie mógł mieć miejsca. Pierwszym z tekstów na które powołuje się Karen Radner jest dokument prawny z Dur-Katlimmu, w którym znajduje się odniesienie do „umowy następcy tronu” (adê ša mār šarri), mającej zabezpieczać przestrzeganie warunków zawartych w dokumencie. Użyte tu wyrażenie jest wyjątkowe, gdyż tradycyjnie w tego typu dokumentach powoływano się na „umowę królewską” (adê ša šarri). Zmiana ta, wprowadzona świadomie, zdaje się wskazywać, że w chwili powstawania dokumentu nie było króla i że jego obowiązki pełnić musiał następca tronu. Inne odniesienie do następcy tronu znaleźć można w trzech prywatnych dokumentach prawnych z Guzany, które wszystkie datowane są imieniem asyryjskiego eponima (limmu) o imieniu Nabu-mar-szarri-usur (Nabû-mār-šarri-uṣur). Imię to, znaczące „Nabu, strzeż następcy tronu!”, jest dość niezwykłe, gdyż zazwyczaj ważni urzędnicy nosili imiona tego typu odnoszące się do króla (np. często spotykane było imię Nabu-szarru-usur, znaczące „Nabu, strzeż króla!”). Nabu-mar-szarri-usur, służąc Aszur-uballitowi II, musiał najprawdopodobniej zmienić swoje imię z Nabu-szarru-usur na Nabu-mar-szarri-usur, aby w ten sposób pasowało ono do niezwykłej sytuacji w jakiej znalazła się Asyria, posiadając władcę, ale nie króla.